# Віденський університет
Віденський університет (нім. Universität Wien, лат. Alma Mater Rudolphina Vindobonensis) — державний університет, розташований у Відні, Австрія. Заснований у 1365 році, є одним із найстаріших та найбільших університетів Європи. Тут навчається близько 92 000 студентів. На вибір студентів університет пропонує більш ніж 130 курсів. Окрім офіційної назви, заклад має назву Гауптуні (нім. Hauptuni — Головний університет).

## Історія
Віденський університет було засновано 12 березня 1365 року, герцогом Рудольфом IV та його братами. Назву Alma Mater Rudolphina університет отримав на честь свого засновника. Віденський університет є найстарішим університетом Центральної Європи після Карлового університету у Празі та Яґеллонського університету у Кракові.

## Факультети
- Біологічний факультет
- Географічний факультет
- Історичний факультет
- Католицький факультет
- Математичний факультет
- Протестантський факультет
- Психологічний факультет
- Соціологічний факультет
- Факультет обчислювальної техніки та інформатики
- Факультет іноземних мов та перекладознавства
- Факультет молекулярної біології
- Факультет спортивних наук
- Філологічний факультет
- Філософський факультет
- Фізичний факультет
- Хімічний факультет
- Економічний факультет
- Юридичний факультет

Крім того, працює Інститут славістики.

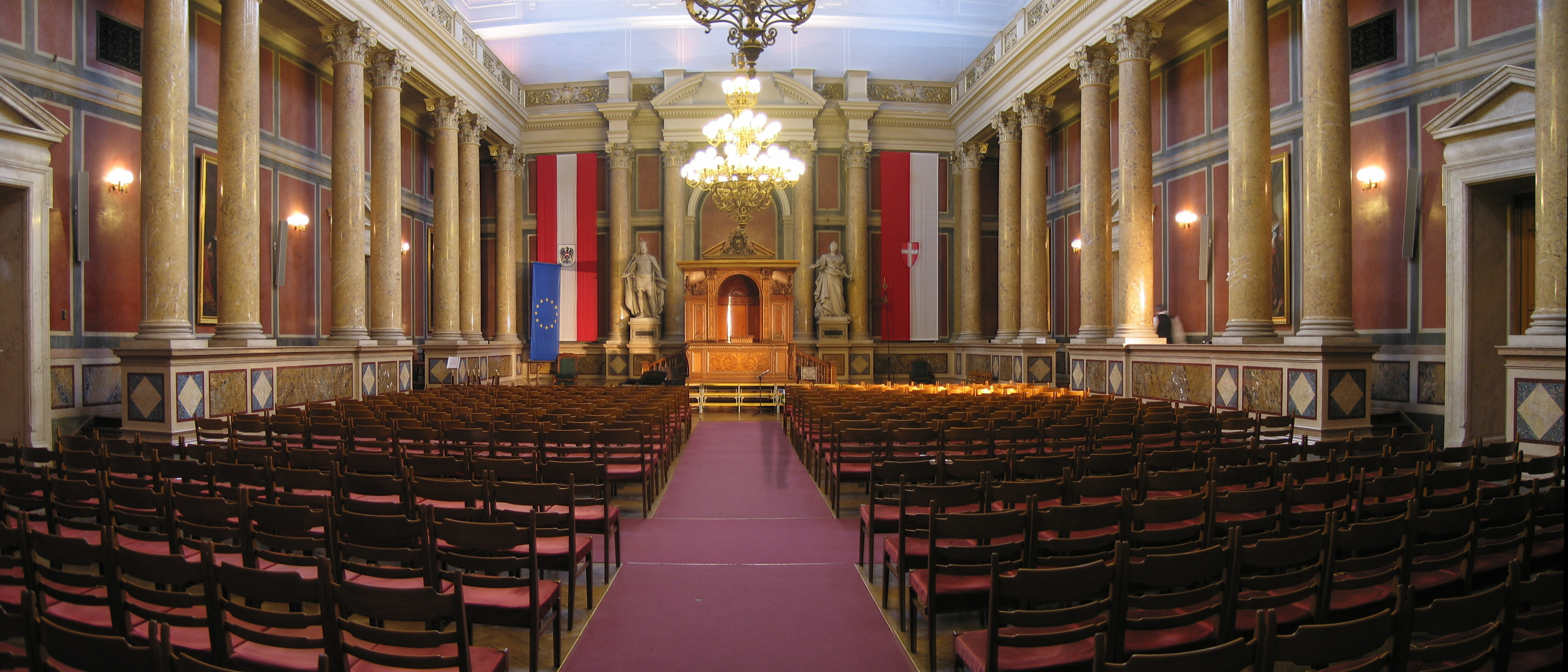
Головна церемоніяльна зала (Großer Festsaal) в Головному корпусі

## Бібліотека
Бібліотека Віденського університету є, поряд з Австрійською національною бібліотекою, однією з найбільших у Австрії. Бібліотека заснована 1365 року й нараховує сьогодні 6,7 млн одиниць зберігання. Складається з головної бібліотеки та 50 філій. У бібліотеці зберігається багата колекція україніки.

## Відомі викладачі
- Конрад Цельтіс
- Курт Гедель
- Ойген Герцог
- Йозеф Хіртль
- Андреас Каппелер
- Антон Кернер
- Міхаель Мозер
- Оскар Морґенштерн
- Пулюй Іван Павлович
- Георг фон Пурбах
- Франко Іван Якович
- Ганс Іберсбергер
- Макс Дворжак
- Отто Гшвантлер
- Рудольф Мерингер

## Відомі студенти
- Лесь Курбас
- Климкевич Роман
- Грегор Мендель
- Фрейд Зиґмунд
- Курт Гедель
- Ервін Шредінгер
- Пій III
- Іван Франко
- Іван Пулюй
- Ярослав Окуневський
- Володимир Старосольський
- Фелікс Сельський
- Адальберт Штіфтер
- Хайнц Фішер
- Ганс Кудлих
- Курт Вальдхайм
- Ауер Кароль
- Теофіл Окуневський
- Карел Дежман
- Гайміто фон Додерер
- Генріх Карл Ейхгорн
- Євген Козак
- Войцех Дідушицький
- Анастасія Собова
- Василь Оренчук
- Шандор Ференці
- Ангела Піскерник
- Марієтта Блау
- Леон Штернбах